# سميح سمارة
سميح سمارة واسمه الحقيقي عند الولادة محمد صالح مصطفى صالح (أبو الوليد؛ 1944 – 27 يوليو 1997)، هو سياسي وكاتب ومناضل ومُفكر فلسطيني، وُلِدَ في مدينة طولكرم بفلسطين، وكان أحد أبرز الصحفيين والإعلاميين الفلسطينيين، وهو مؤسس إذاعة فلسطين الرسمية "صوت فلسطين" عام 1994 وكان مديرها العام الأول.

## سيرته
وُلِدَ محمد صالح مصطفى صالح (سميح سمارة) في مدينة طولكرم بفلسطين عام 1944. التحق بحركة فتح والثورة الفلسطينية المعاصرة، وتنقل بين عدة عواصم منها عمان والكويت وبيروت وباريس وتونس وبغداد وقبرص.
كان برفقة القيادة الفلسطينية في بيروت خلال السبعينات وحتى عام 1982، وعمل خلالها سكرتيرًا لتحرير مجلة فلسطين الثورة وهي المجلة المركزية الناطقة باسم منظمة التحرير الفلسطينية، وكان ضمن هيئة تحرير "جريدة المعركة" برفقة زياد عبد الفتاح.
وعمل خلال السبعينات والثمانينات في إذاعة صوت الثورة الفلسطينية في دولٍ عربيةٍ عديدة، كما عمل رئيسًا لتحرير عددٍ من الصحف الفلسطينية الصادرة من دولٍ عربيةٍ مختلفة، كما عمل سفيرًا لفلسطين في السودان.
عاد إلى فلسطين بعد توقيع اتفاقية أوسلو وإقامة السلطة الوطنية الفلسطينية عام 1994، وأسس إذاعة فلسطين الرسمية "صوت فلسطين – صوت الحرية والسلام"، وفي 1 فبراير 1995 عينه الرئيس الفلسطيني ياسر عرفات مديرًا عامًا للإذاعة، ليكون مديرها العام الأول.

## مؤلفاته
له مجموعة من المؤلفات، من أبرزها:
- كتاب "العمل الشيوعي في فلسطين: الطبقة والشعب في مواجهة الكولونيالية"، صدر عام 1979، عن دار الفارابي في بيروت.[14]

- كتاب "ديموقراطية الأراضي المقدسة: بحث في الاستقلال والبنية ونظرية الحل الوسط"، صدر عام 1992، عن دار الشروق في عمّان.[15][16]

## وفاته
تُوفي سميح سمارة في مدينة غزة بتاريخ 27 يوليو 1997، وقد نعاه الرئيس الفلسطيني ياسر عرفات قائلًا: «تلقيت ببالغ التأثر نبأ وفاة الأخ الكاتب والمناضل محمد صالح مصطفى صالح "سميح سمارة"، الذي انتقل إلى الرفيق الأعلى، بعد عمرٍ حافلٍ بالعطاء والعمل الدؤوب المتواصل من أجل خدمة وطنه وقضيته العادلة، من خلال كلماته الهادفة وكتاباته الجريئة، وشجاعة قلمه في التعبير عن رأيه دفاعًا عن حق شعبنا في الحرية والاستقلال والسيادة»، كما نعته جهاتٌ فلسطينيةٌ عديدة.

## وصلات خارجية
- عن سميح سمارة، موقع تربية وثقافة